# Верхнеяикбаево
Верхнеяикбаево (баш. Үрге Яйыкбай) — деревня Нигаматовского сельсовета Баймакского района Республики Башкортостан России.

## Географическое положение
Расположена в северо-восточной части района, поблизости от реки Сакмары, в 33 км к северо-западу от районного центра, города Баймака, в 390 км к юго-востоку от столицы республики города Уфы. 
Рельеф местности, в основном, гористый. Деревня окружена хребтами Атикей, Уртый, Кугянтау, Каратал, Калтаташ. 
К юго-западу начинается лесная зона. Местность относится к лесостепной зоне Южного Зауралья, здесь преобладающим является засушливый климат, лето знойное, зима малоснежная и холодная.
Расстояние до:
- районного центра (Баймак): 36 км,
- центра сельсовета (Нигаматово): 5 км,
- ближайшей железнодорожной станции (Сибай): 81 км.

## Население
| 2002 | 2009 | 2010 |
| ---- | ---- | ---- |
| 431  | ↘415 | ↘390 |

Согласно переписи 2002 года, преобладающая национальность — башкиры (99 %).

## Религия
Ислам 
- Мечеть